# 秦皇岛野生动物园
秦皇岛野生动物园，位于河北省秦皇岛市北戴河区滨海大道中段，为国家4A级景区，创建于1995年。园内有美洲虎、白虎、东北虎、丹顶鹤等奇禽异兽，

## 老虎伤人事件
2015年12月，秦皇岛野生动物园一只老虎咬死了一名私自下车的女乘客，引发人们对该园安全的争议。

## 闭园事件
2019冠状病毒病疫情发生后，动物园于1月24日闭园，7月中旬开始开放。